# Лука Буенос Ајрес
Лука Буенос Ајрес (шп. Puerto de Buenos Aires) је главна поморска лука у Аргентини. Вођен од стране администрације Генерал де Пуертос, државног предузећа, то је водеће претоварно место за спољну трговину Аргентине.
Садашња лука налази се у градском одељењу Ретиро и у колоквијалном је називу Пуерто Нуево (Нова лука). Лука Буенос Ајрес годишње преузме око 11 милиона метричких тона терета; Док Суд, који је у власништву провинције Буенос Ајрес, налази се јужно од самог града и превози још 17 милиона метричких тона.
Путнички промет у луци достигао је врхунац током златне ере имиграције у Аргентини (до 1930), када је лука била место хотела Де Инмигрантес. У каснијим деценијама ово је било ограничено углавном на туристичке посетиоце Аргентине, као и на аргентинске посетиоце Уругваја. Брза трајектна линија саобраћа кратким линијама до и из уругвајских градова Колонија дел Сакраменто и Монтевидео. Терминал Бенито Кинкела Мартин, отворен 2000. године, служио је 120 долазака крузера са укупно 100.000 посетилаца у 2010. години.
Кинкела Мартин је био локални реалистички сликар познат по томе што је налазио инспирацију за његове слике у овој луци.

## Историја
Сам Буенос Ајрес основао је капетан Хуан де Гарај као луку 1580. године за Шпанско царство. Међутим, рано су га ставил у незгодан положај трговци из вицекраљевства Перу, па је лука била затворена 1595. Тешкоће превоза европске робе из Лиме подстицале су активну кријумчарску трговину у Буенос Ајресу, а ослањање локалног становништва на кријумчарење није јењавало до после успостављања намесништва Рио де ла Плата 1776. године. Након ове концесије извоз (углавном сољено месо и говеђе коже) је процветао, а царине су постале најважнији извор јавног прихода.
До другог дела деветнаестог века, међутим, природна лука Бализас Интериорес (Унутрашњи светионици) служила је као главна лука. Пре изградње тренутне инфраструктуре, Буенос Ајрес је имао само пристаниште плитког и ниског мочварног терена. Штавише, био је тешко доступан, јер се град којем је служио налазио на врху нагиба, а тешки наноси муља и на ушћу Рио де ла Плата ограничавали су приступ морским путем. Трговачки бродови усидрили су се неколико миља на мору, где су путници и терет претоварени на пловила плитког газа која се приближавају обали. Муљ и други алувијални материјал из реке Матанзе (јужно од Буенос Ајреса) спречили су отварање довољно дубоког канала да би олакшали бродарство.
Закон 280, који је усвојио Аргентински конгрес 1868. године, наредио је техничке студије да би се утврдило најприкладније место за изградњу модерне луке. Близина града сматрала се кључном за одржавање фискалне контроле централне владе над својим пословањем, која се углавном спроводила кроз наплату царина. Расподела ових потоњих новчаних средстава, водећег извора јавних прихода током 19. века и још 1940. године, била је главна тачка спора између лидера Буенос Ајреса и оних из залеђа.
Споразум из Сан Николаса из 1852. године, којим су национализоване све царине, одбацио је лидер Буенос Ајреса Бартоломе Митре и довео до компромиса у облику стварања Националне царинске управе из 1862. године. Извршни огранак је преговарао о преносу јавних земљишта неопходних за пројекат са властима Буенос Ајреса, јер су она припадала покрајинској влади. Споразум потписан крајем 1871. године предвиђао је да ће савезна влада бити одговорна за надзор над радовима, али су се спорови око надлежности наставили. Тек су федерализација Буенос Ајреса 1880. године и накнадна савезна контрола земаља решили ове спорове. 
Немачкo—аргентински бизнисмен Франциско Сибер предвидео је овакав развој догађаја оснивањем Catalinas Warehouse и Pier Company, Ltd., 1872. Задатак привезивања бродова знатно је олакшан новом луком, првом у Аргентини која је проистекла из мелиорације. Пристаниште се протезало неколико стотина метара у реку како би се олакшао долазак мањих бродова и две деценије је опслуживало бродски и путнички саобраћај; лука је крштена у име Catalinas Norte. 
Председник Хулио Рока тада је наручио студије за нову, много већу луку 1881. Директор фабрике на реци Ријачуело, Луис Хуерго, представио је планове сопственог дизајна за луку. Овај план и британски дизајн који је купио локални бизнисмен Едуардо Мадеро, представљени су Конгресу у јуну 1882. Добијањем финансирања од компаније Баринг браћа, као и подршком председника Рока, Мадеровим планом одобрен је сенатор Карлос Пелегрини (један од Најмоћније личности Сената), а оба дома су га одобрила у октобру 1882. године.
Полазећи од иницијативе која је први покренута Законом бр. 1257 од октобра 1822, Мадеро је уговорио британског инжењера сер Џона Хокшоа за дизајн новог објекта. Замишљени су као четири суседна заплењена пристаништа, радови су започели 1884. Први док је завршен 1888. године, а свечано га је отворио 28. јануара 1889. године, најистакнутији рани заговорник плана, Карлос Пелегрини (који је сада био потпредседник Аргентине).Ruiz Moreno, H.; Cedrone, G.. La Ley (September 2005): Titularidad y competencia sobre el puerto de Buenos Aires. El conflicto entre la Nación y la Ciudad de Buenos Aires.
Рецесија 1890. године одложила је ове радове, а завршени су тек 1897. Лука, позната као Пуерто Мадеро, до 1907. године постала је недовољна за задовољавање растућег поморског саобраћаја. Пуерто Мадеро и његови комплементарни докови Каталинас могли су дневно да рукују са највише 30.000 тона житарица (житарице су биле водећи извоз Аргентине, а девизе које су ове зарађене су биле кључне за тадашњи меркантилни модел). Они су, међутим, функционисали са пуним капацитетом, а проширење луке одобрено је у септембру 1907. године од стране председника Хосеа Фигуероа Алкорта. 
Неактивни планови Луиса Хуерга за прављење докова одобрени су 1911. године и одмах су започети радови на Пуерто Нуево (Нова лука). Смештен северно од докова Каталинас, овај пројекат је направио Ричард Соулдби Олдхам, али је одложен оскудицом материјала и финансирања које је донео Први светски рат, и на крају би било потребно 15 година. То би додало још пет пристаништа, а затим шест, постојећој инфраструктури, а када су ови додаци свечано отворени 1925. године, лука Буенос Ајрес била је највећа у Латинској Америци и на јужној хемисфери.

## Операције
Луком Буенос Ајрес управља државна Генерална лучка управа. Првобитно га је 1949. основао председник Хуан Перон као Национална дирекција лука и надгледао је све главне лучке операције у Аргентини. Ентитет је реорганизован као Генерални административни центар де Пуертос од стране председника Раула Алфонсина 4. септембра 1987. Губици, који су до почетка 1990-их просечно износили преко 60 милиона долара годишње, подстакли су приватизацију 1992. године од стране председника Карлоса Менема. Менем је, међутим, ставио вето на продају саме луке Буенос Ајрес и она је остала у окриљу савезне владе.
Аргентинску поморску флоту у почетку је развио хрватско—аргентински бизнисмен Никола Михановић, када је Аргентина доминирала локалним бродарством крајем 19. и почетком 20. века. Његова фирма је продата конзорцијуму који су предводили британски бродски магнат Лорд Килсант и аргентински инвеститор Алберто Додеро 1918. године, а од 1942. године пословала је као предузеће Compañia Argentina de Navegación Dodero.
Ову флоту национализовао је 1949. године председник Перон, који је основао Flota Mercante del Estado, задржавајући породицу Додеро као власнике концесије за управљање. Ово партнерство је завршено пучем из 1955. године којим је свргнут Перон, а његово управљање је национализовано као Flota Argentina de Navegaceon de Ultramar. Председник Артуро Фрондизи спојио је флоту и управљачка тела у Empresa Líneas Marítimas del Estado (ЕЛМА) 1960. године; ЕЛМА-и је 1991. године одузета преференција за терет у луци Буенос Ајрес, а није успела да приватизује превозника и продала је своју флоту.

## Преуређење Пуерто Мадера
Пуерто Мадеро, која је служила само за помоћне лучке функције након оснивања Нове луке 1925. године, поново је успостављен као Corporación Antiguo Puerto Madero (Стара корпорација Пуерто Мадеро), 15. новембра 1989. Почев од 1994. године, локалне и стране инвестиције довеле су до масовних напора за ревитализацију, рециклирање и обнављање црвене цигле, складишта дуж западне стране пристаништа у луксузне канцеларије, поткровља, малопродајних простора, ресторана, приватних универзитетских кампуса и хотела са пет звездица. Већина развоја дуж источне стране састојала се од нове градње, као градње и неких од највећих паркова у граду.
Пуерто Мадеро је преуређен привлачећи интересовање реномираних архитеката као што су Сантијаго Калатрава, Норман Фостер, Цесар Пели и Филипе Старк, између осталих. Данас једна од најмодернијих општина у Буенос Ајресу, постала је жељена адреса за све већи број младих стручњака и пензионера. Повећане цене некретнина такође су створиле интересовање за ово подручје као одредиште за стране купце, посебно оне на тржишту за премиум инвестиционе некретнине.
Путна мрежа са суседством је у потпуности обновљена, посебно на источној страни. Распоред источне стране тренутно се састоји од три широка булевара који воде исток-запад прелазећи главном улицом источне стране, авенијом Хуана Мансоа. Слој је употпуњен неким другим авенијама и мањим улицама, које воде и исток-запад и север-југ, и неколико пешачких улица. Округ је од ушћа одвојен Еколошким резерватом Буенос Ајрес.
Пуерто Мадеро представља тренутно највећи урбани пројекат у граду Буенос Ајресу. Доживевши импресиван препород за само деценију, један је од најуспешнијих недавних пројеката обнове риве на свету.